# La Chapelle-en-Lafaye
La Chapelle-en-Lafaye – miejscowość i gmina we Francji, w regionie Owernia-Rodan-Alpy, w departamencie Loara.
Według danych na rok 1990 gminę zamieszkiwało 101 osób, a gęstość zaludnienia wynosiła 11 osób/km² (wśród 2880 gmin regionu Rodan-Alpy La Chapelle-en-Lafaye plasuje się na 1520. miejscu pod względem liczby ludności, natomiast pod względem powierzchni na miejscu 1187.).